# Grünes Wachstum
Grünes Wachstum (englisch green growth, auch nachhaltiges) ist eine Theorie der Wirtschafts- und Politikwissenschaften, nach der es möglich ist, Wirtschaftswachstum und deutlich erkennbaren Umweltschutz zu kombinieren. Grünes Wachstum verfolgt das Ziel, wirtschaftspolitische Wachstumsziele nachhaltig zu erfüllen. Dafür soll eine Entkopplung von Wirtschaftsleistung und Umweltverschmutzung bzw. -schäden (englisch decoupling) erreicht werden.
Solange (quantitatives) Wirtschaftswachstum ein vorherrschendes politisches Ziel bleibt, kann eine aus ökologischer Sicht erwünschte Verringerung der Umweltbelastung nur durch grünes Wachstum erreicht werden. Die Forderung nach grünem Wachstum grenzt sich von wachstumskritischen Positionen ab, die stattdessen eine stationäre Wirtschaft oder eine Verringerung der Wirtschaftsleistung zur Erreichung einer nachhaltigen Gesellschaft fordern. Die Umsetzbarkeit grünen Wachstums und der Weg dorthin sind sowohl in der Wissenschaft als auch in der öffentlichen Debatte umstritten.
Grünes Wachstum wird teilweise synonym zum Begriff des qualitativen Wachstums verwendet. Dies ist jedoch irreführend, da qualitatives Wachstum eine Verbesserung der Lebensqualität umfasst, die nicht auf Konsumsteigerungen basiert und daher mit den üblichen wirtschaftlichen Kenngrößen nicht ausreichend gemessen werden kann. Dem Konzept des grünen Wachstums liegt hingegen die Idee zugrunde, weiterhin quantitatives Wirtschaftswachstum generieren zu können.

## Begriff

In diesem Beispiel wächst die Wirtschaftsleistung mit 3 %. Der Energieverbrauch steigt nur um 2 % (relative Entkopplung), während die Treibhausgas-Emissionen um 1 % jährlich sinken (absolute Entkopplung). Die Energieeffizienz steigt demnach um 1 % jährlich, die Emissionen pro Energieverbrauch sinken um 3 %. Allerdings ist die Entkopplung nicht ausreichend, um die Emissionen wie gewünscht um 3 % jährlich zu senken.

Eng verwandt bzw. teilweise synonym verwendet sind die Begriffe qualitatives Wachstum oder nachhaltiges Wachstum, aber auch dekarbonisiertes Wachstum bei Beschränkung auf den Kohlenstoffkreislauf. Die Bedeutung von „grün“ wird kontrovers diskutiert, aber oft mit dem Erhalt des Naturkapitals identifiziert. Grundlegend für das Konzept des grünen Wachstums ist die Annahme, dass Wirtschaftswachstum möglich ist, während die ökologischen Auswirkungen merklich reduziert werden. Diese Möglichkeit der Entkopplung steckt als „starke ökonomische Behauptung“ hinter grünem Wachstum.:S. 200
Hierbei wird von relativer Entkopplung gesprochen, wenn das Bruttoinlandsprodukt schneller wächst als Umweltindikatoren wie der ökologische Fußabdruck, der Einsatz von natürlichen Ressourcen oder die Emissionen. Es steigt also die Ressourcen- oder Energieeffizienz, wobei die gesamte ökologische Belastung trotzdem steigt. Absolute Entkopplung bedeutet hingegen, dass die ökologische Belastung sinkt, während gleichzeitig die Wirtschaft wächst.:S. 11
Außerdem wird unterschieden, ob sich Indikatoren wie Materialaufwand, Primärenergieverbrauch, Treibhausgasemissionen oder ökologischer Fußabdruck auf den inländischen Verbrauch beziehen oder durch die globalen Handelsbeziehungen und Wertschöpfungsketten in anderen Ländern entstehende Schäden einberechnet werden. Daher unterscheidet man beispielsweise die inländische Rohstoffextraktion und den Rohstoffverbrauch des Landes, der Im- und Exporte berücksichtigt.:S. 12

## Geschichte
In den 1970er-Jahren wurde die Frage aufgeworfen, ob der Verbrauch von Rohstoffen, Energie und natürlichen Ressourcen nahezu proportional mit der Wirtschaftsleistung steige. Autoren wie Nicholas Georgescu-Roegen oder Herman Daly, aber auch der Club-of-Rome-Bericht Die Grenzen des Wachstums vertraten die These, dass eine Entkopplung dieses Zusammenhangs nicht zu erwarten sei. John Holdren und Paul Ehrlich entwickelten die IPAT-Gleichung, wonach sich der menschliche Einfluss auf die Umwelt (impact I) als Multiplikation von Bevölkerung (population P), Wohlstand (affluence A) und Technologie (T) ergibt: I = P · A · T. Aus ihr kann man ablesen, dass bei einer Verdopplung der Weltbevölkerung und einer Vervierfachung des Pro-Kopf-Konsums (bei etwa 3 % Wachstumsrate über 50 Jahre) die Technologie um einen Faktor acht verbessert werden muss (Energieeffizienz, Rohstoffproduktivität etc.), damit die Umweltbelastung nicht weiter steigt – und noch weit mehr, um die Belastung substantiell zu reduzieren. Hingegen vertraten beispielsweise Joseph E. Stiglitz oder Robert Solow die These, Naturressourcen könnten einfach durch technische Entwicklung oder Kapitalakkumulation ersetzt werden. Aus der Begrenztheit der Natur ergäben sich keine Wachstumsgrenzen für das Bruttoinlandsprodukt.

Laut der Theorie der Umwelt-Kuznets-Kurve steigt die Umweltbelastung durch Industrialisierung an, sinkt dann aber durch Tertiärisierung automatisch wieder.

Die Idee, Wirtschaftswachstum und ökologische Ziele zu verbinden, lag auch den Debatten um nachhaltige Entwicklung zu Grunde, wie sie im Brundtland-Bericht (1987) oder auf dem Erdgipfel 1992 in Rio de Janeiro diskutiert wurden. 1989 wurde der Begriff der Green Economy in einem Bericht an die britische Regierung geprägt, aber zunächst kaum rezipiert.:S. 7f. Die Vorstellung der problemlosen Entkopplung von Wachstum und Umweltbelastung wurde in den 1990er Jahren durch empirische Studien untermauert. Sie zeigten, dass Luftbelastung, Wasserverschmutzung, Siedlungsabfall, Entwaldung und Kohlendioxidemissionen wieder abnahmen, als Länder ein bestimmtes Niveau an Bruttoinlandsprodukt überschritten. Dies wurde als Umwelt-Kuznets-Kurve (Environmental Kuznets Curve, EKZ) bekannt und implizierte, dass Nationen automatisch aus ihren Umweltproblemen herauswachsen würden.:S. 19 Als Gründe wurden technischer Fortschritt und die Entwicklung von einer landwirtschaftlich geprägten Ökonomie über eine verschmutzende Industrie zu einer Dienstleistungsgesellschaft genannt (Drei-Sektoren-Hypothese). Außerdem hätten Menschen mit steigendem Einkommen eine stärkere Präferenz für hohe Umweltqualität. Die daraus hergeleitete These, Wachstum zu fördern, sei eine Notwendigkeit oder der beste Weg für ökologische Verbesserungen, wurde kontrovers diskutiert: Hauptkritikpunkte waren, dass es keine Garantie gäbe, dass die Entlastung der Umwelt erstens dauerhaft sei und zweitens rechtzeitig einträte, bevor ökologische Kipppunkte erreicht wären. Drittens sei die Kurve nur für bestimmte, einfach zu lösende Umweltprobleme zutreffend.
Während die Debatte um die Umwelt-Kuznets-Kurve noch implizierte, dass ökologische Verbesserungen quasi unvermeidlich und selbstständig kommen würden, hat sich die Debatte in den 2000er-Jahren verschoben hin zu den politischen Weichenstellungen, die grünes Wachstum ermöglichen können.:S. 19 Bei den Vertretern von grünem Wachstum herrscht mittlerweile weitgehend Einigkeit, dass der notwendige Umweltschutz nur mit veränderter Politik erreichbar ist. Dabei wird von zwei Standard-Thesen ausgegangen, wie sie beispielsweise der Stern-Report oder der Nobelpreisträger William D. Nordhaus auf der Basis volkswirtschaftlicher Kosten-Nutzen-Analysen vertreten: Erstens seien die Kosten zur Verhinderung von Umweltschäden so gering, dass Wirtschaftswachstum trotzdem möglich bleibe. Zweitens seien die drohenden Einbußen bei der zukünftigen Wachstumsrate größer, wenn die Umwelt nicht geschützt würde. Als politisches Problem bleibt, dass dem langfristigen Nutzen heutige Kosten bzw. Wohlstandseinbußen gegenüberstehen.
Der Begriff „grünes Wachstum“ entspringt dem asiatischen und pazifischen Raum, in dem 2005 das Seoul Initiative Network on Green Growth gegründet wurde.:S. 33f. Grünes Wachstum gewann an Aufmerksamkeit als möglicher Ausweg aus der Weltwirtschaftskrise ab 2007.:S. 33f. Im Jahr 2009 unterzeichneten Minister von 34 Staaten die Green Growth Declaration und befürworteten ein Mandat für die OECD, eine Green Growth Strategy zu entwickeln, um Wege aufzuzeigen, Wirtschaftswachstum und Entwicklung voranzutreiben und dabei das Naturkapital zu schonen. Die 2011 veröffentlichte Strategie soll zeigen, dass „grün“ und „Wachstum“ Hand in Hand gehen können.:S. 13 Dies erfordere eine Transformation der jetzigen Produktions- und Konsumweise der gesamten Ökonomie auf globaler Ebene.:S. 3 „Grünes Wachstum“ wurde als „Buzzword in akademischen und politischen Zirkeln“ aufgegriffen und hatte bereits im Jahr 2013 eine prominente Stellung im politischen Diskurs von internationalen Wirtschafts- und Entwicklungsorganisationen wie Weltbank oder OECD eingenommen. Michael Jacobs vermutet daher, dass der Begriff „grünes Wachstum“ neu etabliert wurde, um die in der Wissenschaft umstrittene und bei Politikern erlahmte Debatte um nachhaltige Entwicklung zu beleben und die unattraktive Debatte um ökologische Kosten und Grenzen des Wachstums auf positive Weise zu framen, indem behauptet wurde, dass Umweltschutz nicht nur mit langfristigem Wachstum kompatibel sei, sondern es sogar mittelfristig fördern würde (siehe auch: Porter-Hypothese).
Von OECD und Weltbank wird grünes Wachstum als Mittel verstanden, Innovation und Investitionen zu fördern und so das Ziel einer nachhaltigen Entwicklung zu erreichen. Im Vergleich dazu setzen das u. a. vom Umweltprogramm der Vereinten Nationen vertretene Konzept der Green Economy, die ökosoziale Marktwirtschaft oder andere Vorschläge nachhaltiger Entwicklung einen breiteren Fokus auf Indikatoren wie Wohlbefinden oder soziale Gerechtigkeit und wurden daher von verschiedenen Interessengruppen sehr unterschiedlich ausgelegt. Teilweise sollen neben der Erhöhung des materiellen Wohlstands gleichzeitig weitere soziale Ziele berücksichtigt werden. Der etablierte Begriff des grünen Wachstums setzt hierbei jedoch meist einen engeren Fokus und verzichtet auf eine breitere soziale Komponente. Zugleich unterstreicht er die These, dass eine Entkopplung von Wachstum und Umweltbelastung möglich ist oder ökologische Technologien zum Wachstum beitragen und wird zur Abgrenzung von Wachstumskritik verwendet. Allerdings sind die verschiedenen Konzepte nicht scharf voneinander abgrenzbar und werden teilweise von denselben Organisationen diskutiert und von einigen Autoren synonym verwendet.
Einige Länder oder Wirtschaftsräume haben grünes Wachstum als politisches Ziel übernommen, beispielsweise zitiert die OECD:S. 6 die Strategie Europa 2020 der Europäischen Union, Südkoreas Strategie und Fünfjahresplan für Grünes Wachstum und den Fokus auf grüne Entwicklung im 12. chinesischen Fünfjahresplan. Die Europäische Kommission kündigte in ihrem sechsten Environment Action Programme (2001) das Ziel an, die Verknüpfung zwischen Wachstum und Umweltschäden aufzubrechen, was auch Teil des Fahrplan für ein ressourcenschonendes Europa (2011) ist. Auch die Strategie von UNEP hat zum Ziel, mit grünem Wachstum die Umweltrisiken und ökologischen Knappheiten deutlich zu reduzieren.:S. 9 Die Verbesserung der Rohstoff- und Energieeffizienz ist dabei die wichtigste Strategie. Bei den Zielen für nachhaltige Entwicklung (englisch Sustainable development goals, SDG) impliziert die Kombination aus dem 8. Ziel und dem 12. Ziel die Entkopplung von Umweltzerstörung und Wirtschaftswachstum.:S. 10
Wachstumskritiker bezweifeln hingegen, dass grünes Wachstum eine ausreichend schnelle ökologische Entlastung herbeiführen kann. Es sei irreführend, eine wachstumsorientierte Politik in der Erwartung zu entwickeln, dass eine Entkopplung möglich ist. Falls die Ärmsten auf ein Einkommensniveau von 3–8 US-Dollar angehoben werden sollen, wird bereits zwei Drittel des Emissionsbudgets des 2-Grad-Ziels ausgenutzt. Würden alle anderen Länder auf das Verbrauchsniveau der Industrieländer ansteigen, würden sich die globalen Emissionen vervierfachen.:S. 29 Tim Jackson bezeichnet „grünes Wachstum“ als „Mythos“, Niko Paech und Reiner Klingholz bezeichnen es als „Widerspruch in sich“ und Ulrich Brand spricht von einem „Oxymoron“.
Dem Konzept des grünen Wachstums wird vorgeworfen, ein reines Greenwashing zu sein, das von den angeblich notwendigen radikaleren Veränderungen des Wirtschaftssystems ablenken soll. Die als Alternative zu grünem Wachstum vorgebrachten Vorschläge beziehen sich zumeist auf Aspekte der Wachstumskritik und umfassen die vielfältigen und teils widersprüchlichen Strömungen und Positionen der wachstumskritischen Bewegung, von der Überwindung von Wachstumszwängen innerhalb einer sozial-ökologischen Marktwirtschaft bis hin zu grundsätzlich neuen Wirtschaftssystemen.
Ein Grund dafür könnte darin bestehen, dass der technologische Fortschritt nicht auf die relevanten Produktionsfaktoren abzielt, die für ein Grünes Wachstum relevant wären und in vielen Fällen es nicht schafft, bestehende Prozesse abzulösen, um eine Entkopplung zu ermöglichen. Als sein Beispiel hierfür kann die Informations- und Kommunikationstechnik aufgeführt werden, die zwar versucht über Effizienz den Energieverbrauch zu minimieren, jedoch durch dessen massive Nutzung den Gesamtenergieverbrauch anhebt.
In der Öffentlichkeit ist die Machbarkeit grünen Wachstums umstritten: Eine Befragung in Spanien ergab, dass zwar eine deutliche Mehrheit grünes Wachstum für wünschenswert hält, aber etwa ein Drittel ein Ende des Wachstums für nötig erachtet.

## Entkopplung von Wirtschaftswachstum und Umweltschäden

In der Schweiz sanken die CO_{2}-Emissionen pro Kopf von 1990 bis 2018 bezogen auf die inländische Produktion (blau) um 35 % (absolute Entkopplung), aber stiegen um gut 20 % bezogen auf den Konsum (rot) und damit etwas schneller als die Wirtschaftsleistung (grün). Wenn die Handelsbeziehungen einberechnet werden, fand also nicht einmal eine relative Entkopplung statt.

In Deutschland sanken die CO_{2}-Emissionen pro Kopf von 1990 bis 2017 um gut 25 %, während das Bruttoinlandsprodukt (grün) um über 40 % anstieg. Unabhängig davon, ob Handelsbeziehungen einberechnet werden, fand in Bezug auf CO_{2} eine absolute Entkopplung statt.

Zahlreiche Studien und Überblicksarbeiten haben sich seit der Formulierung der Umwelt-Kuznets-Kurve mit der Entkopplung befasst. Die Anzahl der neu veröffentlichten Arbeiten zum Thema wuchs zwischen 2005 und 2018 jährlich um 20 %. Diese betrachten Entkopplung entweder auf globaler oder auf lokal/regional/nationaler Ebene.:S. 12 Teilweise werden Nationalstaaten untersucht, teilweise einzelne Wirtschaftssektoren wie Landwirtschaft, Fischerei oder Aquakulturen.
Die empirische Untersuchung von „grünem Wachstum“ wird durch die Vielzahl unterschiedlicher Umweltindikatoren erschwert, wie sie beispielsweise in den wissenschaftlichen Untersuchungen Globale Umweltveränderungen und Zukunftsszenarien verwendet werden. Zu unterscheiden ist die Entkopplung des Wirtschaftswachstum vom Rohstoffverbrauch einerseits (englisch Resource decoupling) und der Umweltbelastung andererseits (englisch impact decoupling).:S. 12 Anfangs bezog sich die ökologische Komponente zumeist auf Klimawandel und Treibhausgasemissionen, wurde aber auf Boden, Wasser, Überfischung oder ökologische Habitate ausgeweitet. Als Umweltindikatoren werden beispielsweise Abfall, Fischerei, Wasser, Biodiversität, Luftverschmutzung, Klimawandel, Holzeinschlag, Extraktion natürlicher Ressourcen wie fossiler Energieträger oder der ökologische Fußabdruck genutzt. Material wird in der Stoffstromanalyse in verschiedene Kategorien wie Biomasse, fossile Energieträger, Erze oder Industriematerialien unterteilt, dazu kommen Energie, Wasser und Land, wobei die letzten beiden die zugehörigen Biodiversität und Ökosystemdienstleistungen beinhalten.:S. 12
Bei der Auswertung des Ergebnisses muss berücksichtigt werden, dass eine Aussage wie „absolute Entkopplung von Wirtschaftswachstum und Rohstoffnutzung ist möglich“ nicht hinreichend ist. Entscheidend ist, ob die Stärke der Entkopplung ausreichend oder nicht ist, um bestimmte ökologische Ziele zu erreichen, wie innerhalb planetarer Grenzen zu bleiben oder das 1,5-Grad-Ziel einzuhalten. Dafür wird eine absolute, globale, dauerhafte und ausreichend schnelle Entkopplung für notwendig erachtet.:S. 14–15 Daher wird teilweise die allgemeine Entkopplung von der partiellen Entkopplung unterschieden, bei der nun einzelne Indikatoren sich verbessern, dazu kommt die Unterscheidung zwischen temporärer und permanenter Entkopplung.:S. 13f.
Ein Team um Dominik Wiedenhofer und Helmut Haberl hat 2020 in einer Metastudie 835 Studien zum Zusammenhang zwischen Wirtschaftswachstum, Treibhausgasemission und dem Verbrauch von Material und Energie ausgewertet. Laut ihrer Zusammenfassung finden diese Studien „in der Regel entweder keine überzeugenden Beweise für eine absolute Entkopplung im erforderlichen Umfang oder sie bleiben unschlüssig“. Sie stellen fest, dass eine relative Entkopplung beim Materialverbrauch sowie bei den Treibhausgas- und CO2-Emissionen häufig vorkommt, nicht aber bei der nutzbaren Exergie, einem qualitätsbezogenen Maß für den Energieverbrauch. Die Primärenergie kann von der Wirtschaftsleistung entkoppelt werden, wenn die Verluste verringert werden. Langfristige Entkopplung sei jedoch kaum festzustellen, erst in den letzten Jahren hätten einige Industrieländer Erfolge erzielt. Sie folgern aus ihren Ergebnissen, dass die Entkopplung nicht schnell genug ist, um die ökologisch notwendige rasche Reduktion von Rohstoffverbrauch und Emissionen im Sinne der Sustainable Development Goals oder des 1,5-Grad-Ziels zu erreichen.
Eine 2020 veröffentlichte Metastudie finnischer Forscher untersuchte 179 Artikel, die zwischen 1990 und 2019 zur Entkopplung publiziert wurden. Sie fassten zusammen, dass zwar große Evidenz für eine Entkopplung von Kohlendioxid-Emissionen und Wirtschaftsleistung vorliege, allerdings keine der Studien die mögliche Verlagerung in andere Länder berücksichtige. Es sei außerdem keine Entkopplung vom Rohstoffverbrauch feststellbar, und für eine aus ökologischer Sicht ausreichend schnelle Entkopplung fehle jede Evidenz. Eine Studie des Europäischen Umweltbüros (2019) kommt zu einem ähnlichen Ergebnis und argumentiert, es gäbe keine empirische Evidenz einer absoluten, globalen und permanenten Entkopplung, die ausreichend schnell wäre, um bestehende politische Ziele zu erreichen. Stattdessen müsse grünes Wachstum um weitere Strategien wie Suffizienz ergänzt werden.

Die Materialintensität (Rohstoffeinsatz in kg pro realer Wirtschaftsleistung) steigt in der Welt etwa seit der Jahrtausendwende wieder an – die Rohstoffeffizienz nimmt ab. In Europa sinkt die Materialintensität, allerdings sind in diesen Zahlen die Handelsbeziehungen nicht berücksichtigt.

Laut International Resource Panel des Umweltprogramms der Vereinten Nationen wächst etwa seit der Jahrtausendwende der globale Rohstoffverbrauch wieder schneller als die Wirtschaftsleistung. Die Materialintensität nimmt also zu, der Kehrwert der Rohstoffeffizienz also ab („recoupling“ statt „decoupling“).

## Grünes Wachstum in der Wachstumstheorie
Die Möglichkeit grünen Wachstums wird innerhalb der Wachstumstheorie kontrovers diskutiert. Umstritten ist, inwieweit der Produktionsfaktor Umwelt durch verbesserte Technologie oder Kapitalakkumulation ersetzbar ist. Hierfür müssen Energie, Rohstoffverbrauch, Umweltzerstörung oder andere ökologische Aspekte in die makroökonomische Produktionsfunktion einbezogen werden und damit in Zusammenhang mit den Quellen des Wachstums gebracht werden. Die neoklassische Theorie verwendet dafür zumeist substitutionale Produktionsfunktionen wie Cobb-Douglas- oder CES-Funktionen, in denen Natur, Energie oder Rohstoffverbrauch durch Kapital, Humankapital oder technischen Fortschritt ersetzt werden kann. Daher sind sie tendenziell optimistisch, dass eine Entkopplung mit geeigneten Politikmaßnahmen möglich ist. Ein Streitpunkt bei der Verwendung substitutionaler Produktionsfunktionen ist, ob die Produktionselastizität aus den Faktorkosten hergeleitet werden kann. Nach diesem üblichen Verfahren der Wachstumsbuchhaltung ergibt sich wegen der geringen Kostenanteile von Rohstoffen und Energie nur ein geringer Beitrag des Produktionsfaktors „Natur“ zum Wirtschaftswachstum. Hingegen spielt der technische Fortschritt (bzw. das Solow-Residuum) eine große Rolle zur Erklärung bisheriger Wachstumsraten. Dann wäre eine absolute Entkopplung durch neue Ideen leicht zu erreichen. Unter der Annahme gewisser technologischer Grenzen der Substituierbarkeit ist der Beitrag von „Natur“ zum Wirtschaftswachstum weitaus höher, das Solow-Residuum verschwindet fast vollständig und grünes Wachstum erscheint nur schwer erreichbar. Einige Autoren der ökologischen Ökonomik gehen in ihren Modellen sogar davon aus, dass keine Substitution möglich ist und verwenden Leontief-Produktionsfunktionen.

## Möglichkeiten zukünftiger Entkopplung
Die Interpretation der empirischen Ergebnisse ist umstritten. Während wachstumskritische Autoren daraus schließen, dass eine ausreichend schnelle Entkopplung nicht möglich ist, verweisen andere auf die Möglichkeit, durch politische Regulierung neue wirtschaftliche Anreize zu schaffen, die Verbesserungen der Rohstoffeffizienz ermöglichen.
Zukünftige Potentiale zur Entkopplung werden in nahezu allen Bereichen der Wirtschaft identifiziert: Durch Recycling, vermehrte Arbeit und Investitionen in der Kreislaufwirtschaft und gesteigerte Effizienz im Ressourceneinsatz könnte die Extraktion von Rohstoffen reduziert werden. Erneuerbare Energien könnten fossile Energieträger ersetzen. Innovationen in der Produktion könnten die Umweltbelastung senken. Auch könnten länger haltbare Produkte hergestellt werden und die Unternehmen vermehrt Reparaturdienstleistungen anbieten. Für den Arbeitsmarkt werden durch den Strukturwandel Chancen und Risiken prognostiziert. Erwartet werden Veränderungen in der Produktion, bei der Nachfrage, in der Einkommensverteilung aber auch in der internationalen Wettbewerbsfähigkeit und im Handel. Laut der Internationalen Arbeitsorganisation (ILO) könnte der Ausbau einer grünen Wirtschaft bis 2030 weltweit 24 Millionen neue Arbeitsplätze schaffen. Ohne eine nachhaltige Entwicklung drohe hingegen der Verlust von Millionen von Arbeitsplätzen durch die veränderten Umweltbedingungen. Ein Bericht der Nichtregierungsorganisation Green Alliance nennt als konkrete Bereiche für die Entstehung neuer Arbeitsplätze Gebäude-Nachrüstung, Radwegbau, gefolgt von Elektro-Fähren, Batterie-Fabriken und Wiederaufforstungsstationen. Auch neue Investitionen in Renaturierung könnten innerhalb kurzer Zeit zehntausend neue Jobs schaffen.
Um grünes Wachstum in Bezug auf die verschiedenen ökologischen Ziele wie Landnutzung, Klima, Biodiversität, Qualität von Luft, Wasser und Boden, die Nutzung natürlicher Rohstoffe oder verbessertes Abfallmanagement zu erreichen, ist eine gut abgestimmte Mischung marktgestützter, regulatorischer und informationsbasierter politischer Maßnahmen notwendig. Damit sollen der Wirtschaft Anreize gesetzt werden, die Rohstoffeffizienz zu steigern und die ökologische Belastung zu verbessern und das Marktversagen bei der Bereitstellung öffentlicher Güter zu beheben. Bei globalen Umweltproblemen ist dafür eine internationale Koordination hilfreich, bspw. über internationale Umweltabkommen. Für die politische Gestaltung des resultierenden Strukturwandels wurden Vorschläge auf Basis verschiedener ökonomischer Theorien entwickelt: Weitgehend Einigkeit besteht darüber, dass es eine politische Aufgabe ist, „die Preise richtig zu gestalten“, also Marktversagen bei Externalitäten zu verhindern und die ökologischen Kosten zu internalisieren. Hierfür dienen umweltökonomische Ansätze wie Pigou-Steuern oder Emissionsrechtehandel – zugleich müssen umweltschädliche Subventionen abgebaut werden. Ein Zertifikatehandel kann auch für Materialextraktion oder Flächenversiegelung umgesetzt werden, um die dabei entstehenden Umweltschäden zu begrenzen. Die darüber hinaus gehende Aufgabe des Staates ist zwischen den ökonomischen Theorien umstritten. Keynesianische Vorschläge umfassen eine grüne, expansive Fiskalpolitik (teilweise unter dem Begriff Green New Deal). Evolutionsökonomische Ansätze forderten im Sinne der „schöpferischen Zerstörung“ neue Innovationspolitiken, um beispielsweise Vorteile der First Mover auszunutzen, sowie gezielte Subventionen und Industriepolitik für die Entwicklung grüner Technologien. Auch Konzepte wie Geoengineering werden im Rahmen von grünem Wachstum diskutiert. Da die Frage, welche Technologien nach Einführung neuer Umweltpolitik entwickelt werden, nicht im Vorhinein sicher zu beantworten ist, fordern einige Wissenschaftler, die nötigen Umweltstandards festzulegen und abzuwarten, inwieweit Wirtschaftswachstum dann noch möglich und gewünscht sein wird. Das setzt voraus, dass etwaige Wachstumszwänge überwunden sind.

## Grünes Wachstum und der Rebound-Effekt
Um das Ziel des grünen Wachstumes zu erreichen, gibt es Hindernisse. Durch Innovationen werden neue umweltfreundlichere Technologien geschaffen. Diese verbrauchen beispielsweise weniger Energie. Die neuen Technologien verfolgen das Ziel, die Emissionen zu verringern und zum Einhalten der Klimaziele beizutragen. Der gewünschte Effekt tritt nicht immer oder nur in verringerten Maßen ein. Dass die Ressourcenverringerung niedriger ist als technisch möglich, kann durch den Rebound-Effekt erklärt werden. Ein Beispiel ist der technologische Fortschritt von Automotoren. Diese werden effizienter und umweltfreundlicher gestaltet, zum Beispiel indem sie weniger Kraftstoff pro Kilometer (bspw. Diesel oder Benzin) verbrauchen. Die Einführung neuer Motoren kann als grünes Wachstum bezeichnet werden, da nicht auf das Auto verzichten werden muss und Arbeitsplätze erhalten bleiben. Das Wachstum wird nicht verringert, um die Umwelt zu schützen. Die gesteigerte Effizienz des Motors führt zum Sinken der Kraftstoffpreise aufgrund der sinkenden Nachfrage. Sinkende Kraftstoffpreise und der sinkende Bedarf an Kraftstoff pro Kilometer führen zu einer erhöhten Nutzung des Autos. Mehr Menschen können sich durch die sinkenden Preise zudem ein Auto leisten. Dadurch wächst der Anteil an Autos auf dem Markt. Die steigende Nachfrage führt zu einer Erhöhung der Produktion von Autos. Es wird nun von einem Rebound-Effekt gesprochen. Die eingesparten Emissionen wurden durch den gestiegenen Gebrauch und Produktion von Autos ausgestoßen. Das heißt, eine neue Technik geht sparsamer mit den Ressourcen um, weshalb die Verbreitung der Technik steigt. Das führt zu einem Mehrverbrauch und die Einsparungen werden aufgehoben oder übertroffen. Der Rebound-Effekt stellt das Bestreben von Grünem Wachstum in Frage, welches dadurch nur bedingt möglich ist. Der Rebound-Effekt ist deshalb bei grünem Wachstum mit zu berücksichtigen.